# Алаурин де ла Торе
Алаурин де ла Торе (шп. Alhaurín de la Torre) град је у Шпанији у аутономној заједници Андалузија у покрајини Малага. Према процени из 2017. у граду је живело 38 794 становника.

## Становништво
Према процени, у граду је 2017. живело 38 794 становника.
| 2017.  |
| ------ |
| 38.794 |